# Dürener TV
Dürener TV är en idrottsförening i Düren, Tyskland. Föreningen har omkring 3 800 medlemmar och verksamhet i ett stort antal idrotter. Dess största framgångar är i volleyboll. Den sektionen grundades 1965 och herrlaget, kallat SWD Powervolleys Düren har kommit tvåa i Volleyball-Bundesliga och DVV-Pokal  flera gånger.